# Хаггинс, Уильям
Сэр Уильям Хаггинс (Хёггинс) (англ. William Huggins; 7 февраля 1824 — 12 мая 1910) — английский астроном-любитель.

## Биография
До 30-летнего возраста занимался семейным бизнесом по торговле постельным бельем и самообразованием. В 1855 году продал бизнес и посвятил себя занятиям астрономии, построив обсерваторию в саду своего дома в Талс-Хилл, Лондон.
В 1875 году, в возрасте 51 года женился на Маргарет Мюррей, с которой совместно осуществлял астрономические наблюдения.

## Научная деятельность
В начале своей научной деятельности занимался изучением видимых особенностей планет и определением точного времени покрытия звёзд. Однако вскоре он узнал об открытиях Киргхофа и Бунзена в области спектроскопии и, оснастив свою обсерваторию необходимым оборудованием, вместе со своим другом химиком Уильямом Миллером занялся изучением спектров небесных тел.
Первая их работа, опубликованная в 1864 году, включала впервые полученные спектры ярких звёзд, таких как Бетельгейзе, Альдебаран, Сириус, Вега, Капелла и Арктур. Они оказались похожими на солнечный с линиями поглощения, соответствовавшим натрию, магнию, водороду, кальцию и железу. Это говорило о том, что звёзды должны быть похожи на Солнце по строению и составу.
Вторая работа была посвящена исследованию спектра туманностей. Было показано, что планетарные туманности, такие как Кошачий Глаз, Кольцо и Гантель имеют линейчатый эмиссионный спектр, что говорит о том, что они состоят из разогретых газов: были обнаружены линии, соответствующие водороду и азоту. Это исключило возможность того, что диффузные туманности, подобные рассмотренным, состоят из отдалённых звёзд. Другие же объекты, такие как шаровое скопление Геркулеса и спиральная Туманность Андромеды имели тусклые спектры, похожие на спектры звёзд, без эмиссионных линий. 
В спектрах туманностей, полученных Хаггинсом и Миллером, обнаружилась зелёная линия излучения, не соответствовавшая ни одному известному элементу. В 1898 году Маргарет, жена Хаггинса, предложила термин небулий для обозначения предполагаемого нового вещества. Лишь позже было установлено, что эти линии соответствуют запрещённым переходам в атомах двукратно ионизированного кислорода. 
Третья статья Хаггинса, озаглавленная «О спектре Большой туманности в рукояти Меча Ориона», доказала ошибочность наблюдений Уильяма Парсонса, якобы увидевшего отдельные звёзды, из которых состоит Туманность Ориона. Спектр туманности с эмиссионными линиями не отличался от спектра планетарных туманностей, что говорило о том, что она представляет собой газовое облако. 
В 1865 году Хаггинс был избран членом Лондонского королевского общества. 
Уильям Хаггинс и Уильям Миллер в 1866 году впервые выполнили спектроскопические наблюдения новой звезды (Новой Северной Короны 1866). Они обнаружили, что на типичный спектр звезды с линиями поглощения накладываются яркие эмиссионные линии, что говорило о том, что звезда испустила большое облако нагретого газа. 
В 1869 году Хаггинс занимался измерениями допплеровского смещения звёзд для определения их радиальной скорости. В 1871 году Королевское общество переоснастило обсерваторию Хаггинса. С 1875 года вместе со своей женой Маргарет Хаггинс изучал детальные спектры звезд. 

## Заслуги

### Награды
- Королевская медаль (1866)
- Золотая медаль Королевского астрономического общества. (Награждён дважды. Первый раз в 1867 вместе с Уильямом Алленом Миллером, второй раз единолично в 1885)
- Премия имени Лаланда Парижской АН (1870)
- Медаль Румфорда (1880)
- Премия Вальца[англ.] (1882)
- Член Шведской королевской академии наук (1883)
- Бейкеровская лекция (1885)
- Медаль Жансена (1888)
- Рыцарь-командор ордена Бани (1897)
- Медаль Копли (1898)
- Медаль Генри Дрейпера (1901)
- Order of Merit (1902)
- Медаль Кэтрин Брюс (1904)

### Названы в его честь
- Кратер Хеггинс на Луне
- Кратер на Марсе
- Астероид 2635 Хаггинс

## Публикации
- Spectrum analysis in its application to the heavenly bodies. Manchester, 1870 (Science lectures for the people; series 2, no. 3)
- (with Lady Margaret Lindsay Huggins): An atlas of representative stellar spectra from [lambda] 4870 to [lambda] 3300, together with a discussion of the evolution order of the stars, and the interpretation of their spectra; preceded by a short history of the observatory. London, 1899 (Publications of Sir William Huggins’s Observatory; v. 1)
- The Royal Society, or, Science in the state and in the schools. London, 1906.
- The scientific papers of Sir William Huggins; edited by Sir William and Lady Huggins. London, 1909 (Publications of Sir William Huggins’s Observatory; v. 2)